# Percy Wijngaarde
Percy Wijngaarde (Paramaribo, 27 augustus 1915 - Curaçao, 15 augustus 2005) was een Surinaams journalist, politicus van de NPS en diplomaat. 

## Biografie
Hij werd geboren als zoon van Jantje Wijngaarde die betrokken was bij de krant Suriname. Zelf volgde hij een opleiding tot onderwijzer maar in 1943 ging hij bij die krant werken. Nadat Frederik Lim A Po was opgestapt als lid van de Staten van Suriname volgde op 1 mei 1947 tussentijds verkiezingen die door Wijngaarde gewonnen werden. Net als David Findlay bleef hij naast parlementslid ook journalist. Bij de verkiezingen in 1949 werd Wijngaarde herkozen en hij werd fractievoorzitter. Er ontstonden grote conflicten binnen zijn partij en in 1950 behoorde hij tot de acht NPS-Statenleden die de partij verlieten. Wijngaarde bleef wel Statenlid tot de verkiezingen in 1951. Rond 1958 werd Wijngaarde hoofdredacteur van de krant Suriname. Die functie vervulde hij daar tot die krant eind 1970 ophield te bestaan. Enkele maanden later volgde zijn benoeming tot consul-generaal in Guyana. Hij was toen in de rang van gevolmachtigd minister werkzaam op de Nederlandse ambassade in Georgetown. Na de onafhankelijkheid van Suriname in 1975 fungeert hij als ambassadeur van Suriname in Venezuela en daarna in de Nederlandse Antillen. Na zijn pensionering in 1980 ging hij in Nederland wonen.
Zijn broer Edgar Wijngaarde was zakenman en minister.